# (22631) Dillard
(22631) Dillard (1998 KV47) – planetoida z grupy pasa głównego asteroid okrążająca Słońce w ciągu 3,69 lat w średniej odległości 2,39 j.a. Odkryta 22 maja 1998 roku.